# Joseph Tassé
Pour les articles homonymes, voir Tassé (homonymie).
Joseph Tassé, né le 23 octobre 1848 à L'Abord-à-Plouffe et décédé le 17 janvier 1895 à Montréal, est un traducteur, auteur, journaliste et homme politique québécois et franco-ontarien.

## Biographie
Joseph Tassé fait ses études classiques au collège Bourget à Rigaud (Canada-Est). Après avoir brièvement occupé un poste de rédacteur pour le journal le Canada, Tassé commence, en décembre 1868, à travailler pour le journal la Minerve comme traducteur des dépêches télégraphiques de nuit, puis comme assistant au rédacteur en chef. Plusieurs années plus tard, soit en 1880, Tassé sera lui-même appelé à être rédacteur en chef.
Tassé s'établit à Ottawa en 1872 pour y occuper le poste de traducteur officiel à la Chambres des communes. Rapidement, il « s'engagea  au sein des associations culturelles de langue française », dont l'Institut canadien-français et la Société Saint-Jean-Baptiste d'Ottawa qu'il présidera toutes deux par la suite.
Il est élu députée du Parti conservateur à la Chambre des communes du Canada dans la circonscription fédérale de la Cité d’Ottawa en Ontario à l’élection générale de 1878, succédant au libéral Pierre Saint-Jean, puis à celle de 1882. En 1887, il se présente sans succès dans la circonscription de Laprairie au Québec, le libéral indépendant Cyrille Doyon devenant député. En 1891, il est nommé sénateur de la division sénatoriale de De Salaberry par le premier ministre John A. Macdonald. Joseph Tassé demeure sénateur jusqu’à sa mort en 1895, à l’âge de 46 ans.
En plus de donner de nombreux discours dont plusieurs sont imprimés et distribués, il rédige plusieurs articles pour divers périodiques dont Le Bulletin des recherches historiques, L'Opinion publique, La Revue de Montréal, et La Revue canadienne. Il publie aussi de nombreux ouvrages tout au long de sa carrière. Par ailleurs, Tassé est l'un des fondateurs de la Société de construction canadienne, en plus d'être membre fondateur de la Société royale du Canada . En 1893, le gouvernement conservateur de l'époque le nomme commissaire francophone honoraire délégué à l'Exposition universelle de Chicago.
Une collection d'archives portant sur Joseph Tassé est conservée par le Centre de recherche en civilisation canadienne-française de l'Université d'Ottawa.

## Œuvres
- 1871 – Philémon Wright ou colonisation et commerce de bois
- 1872 – Le chemin de fer canadien du Pacifique, Montréal : Eusèbe Sénécal; 1872. 62 p.
- 1873 – La vallée de l'Outaouais : sa condition géographique : ses ressources agricoles et industrielles : ses exploitations forestières : ses richesses minérales ses avantages pour la colonisation et l'immigration : ses canaux et ses chemins de fer, Montréal, Eusèbe Sénécal; 58 p.
- 1878 – Les Canadiens de l'Ouest, Montréal : Cie d'imprimerie canadienne; 2 volumes.
- 1880 – La France et le Canada français
- 1880 – Un parallèle : Lord Beaconsfield et Sir John Macdonald, Ottawa : Imprimerie du Canada, 41 p.
- 1883 – Aux Canadiens français émigrés
- 1886 – Au château des Roches
- 1886 – La question Louis Riel
- 1888 – French question, Montréal, Imprimerie Générale, 87 p.
- 1891 – Le 38e fauteuil ou Souvenirs parlementaires, Montréal : E. Senécal, 299 p.
- 1887 - Au Témiskaming, lettres de voyage, Montréal : Imprimerie générale, 19 p.
- 1891 – (en) Lord Beaconsfield and Sir John A. Macdonald, a political and personal parallel Traduction de James Penny, Montreal, 36 p.
- 1898 – Voltaire, Mme de Pompadour et quelques arpents de neige, Lévis, Pierre-Georges Roy, 103 p.

## Hommages
L'avenue Tassé a été nommée en son honneur, en 1964, dans la ville de Québec.